# Launchpad
|  | Per a altres significats, vegeu «Launchpad (desambiguació)». |

Launchpad és una plataforma de desenvolupament col·laboratiu de programari, en particular de programari lliure mitjançant un lloc web com a servei gratuït. Està desenvolupada i mantinguda per Canonical Ltd.
Launchpad és utilitzat bàsicament per al desenvolupament d'Ubuntu i dels seus derivats oficials, encara que també inclou altres distribucions i projectes independents. Launchpad utilitza el servidor d'aplicacions web gratuït i de codi obert Zope.
Només cal registrar-se si es desitja comentar, o pujar nous informes d'errors.
El 21 de juliol de 2009, Launchpad va passar a ser completament lliure, sota la versió 3 de la llicència GNU Affero General Public license.

## Components
- Code: un lloc d'allotjament de codi font que utilitza el sistema de control de versions Bazaar.
- Bugs: un sistema de seguiment d'errors per informar sobre bugs en diferents distribucions i productes.
- Blueprints: un sistema de seguiment per a especificacions i noves característiques.
- Translations: un lloc per traduir aplicacions a múltiples idiomes.
- Answers: un lloc d'ajuda per a la comunitat.
- Soyuz: una eina per portar una petita part del manteniment de les distribucions. Això és, el sistema de construcció, el manteniment de paquets i la publicació d'arxius.